# Otto Hartwig
Otto Peter Conrad Hartwig (* 16. November 1830 in Wichmannshausen; † 22. Dezember 1903 in Marburg) war ein deutscher Bibliothekar und Historiker.

## Leben
Otto Hartwig war Sohn des Pfarrers Hermann Hartwig und dessen Ehefrau Wilhelmine, geb. Conradi. Nach der Versetzung seines Vaters nach Hundelshausen kam er 1842 auf das Progymnasium in Eschwege und wechselte 1844 auf das Gymnasium in Hersfeld, wo er 1850 sein Abitur bestand. Von dort aus ging er zum Studium der Theologie und Philosophie an die Universität Marburg, wo er 1851 an der Stiftung der Alten Marburger Burschenschaft Germania beteiligt war und 1863 zum Ehrenmitglied der Burschenschaft Arminia ernannt wurde. 1852 ging er für ein Jahr an die Universität Halle, kehrte dann 1853 nach Marburg zurück und bestand 1855 sein erstes theologisches Examen. Im Anschluss arbeitete er in Göttingen an seiner Dissertation und wurde im März 1857 in Marburg promoviert.
Für kurze Zeit arbeitete er in Reinhausen bei Göttingen, ging dann aber an die Universitätsbibliothek Marburg. 1860 ging er für fünf Jahre nach Messina, wo er als Prediger der deutsch-evangelischen Gemeinde wirkte. Nach seiner Rückkehr nach Deutschland war er zeitweise Hilfslehrer am Gymnasium in Rinteln, wurde dann 1866 Sekretär an der Universitätsbibliothek in Marburg und übernahm 1876 die Leitung der Universitätsbibliothek Halle, wo er 1884 Oberbibliothekar und 1889 Bibliotheksdirektor wurde. 1898 ging er in den Ruhestand und zog zurück nach Marburg, wo er 1903 als Geheimer Regierungsrat starb.
Otto Hartwig war einer der einflussreichsten Bibliothekare seiner Zeit und zusammen mit Karl Dziatzko, August Wilmanns und dem Ministerialbeamten Friedrich Althoff maßgeblich an der Reform und Professionalisierung des preußischen Bibliothekswesens beteiligt. Er war der Gründer und von 1884 bis 1903 der Herausgeber von 20 Jahrgängen der Zeitschrift Centralblatt für Bibliothekswesen.

## Schriften
Als Autor:

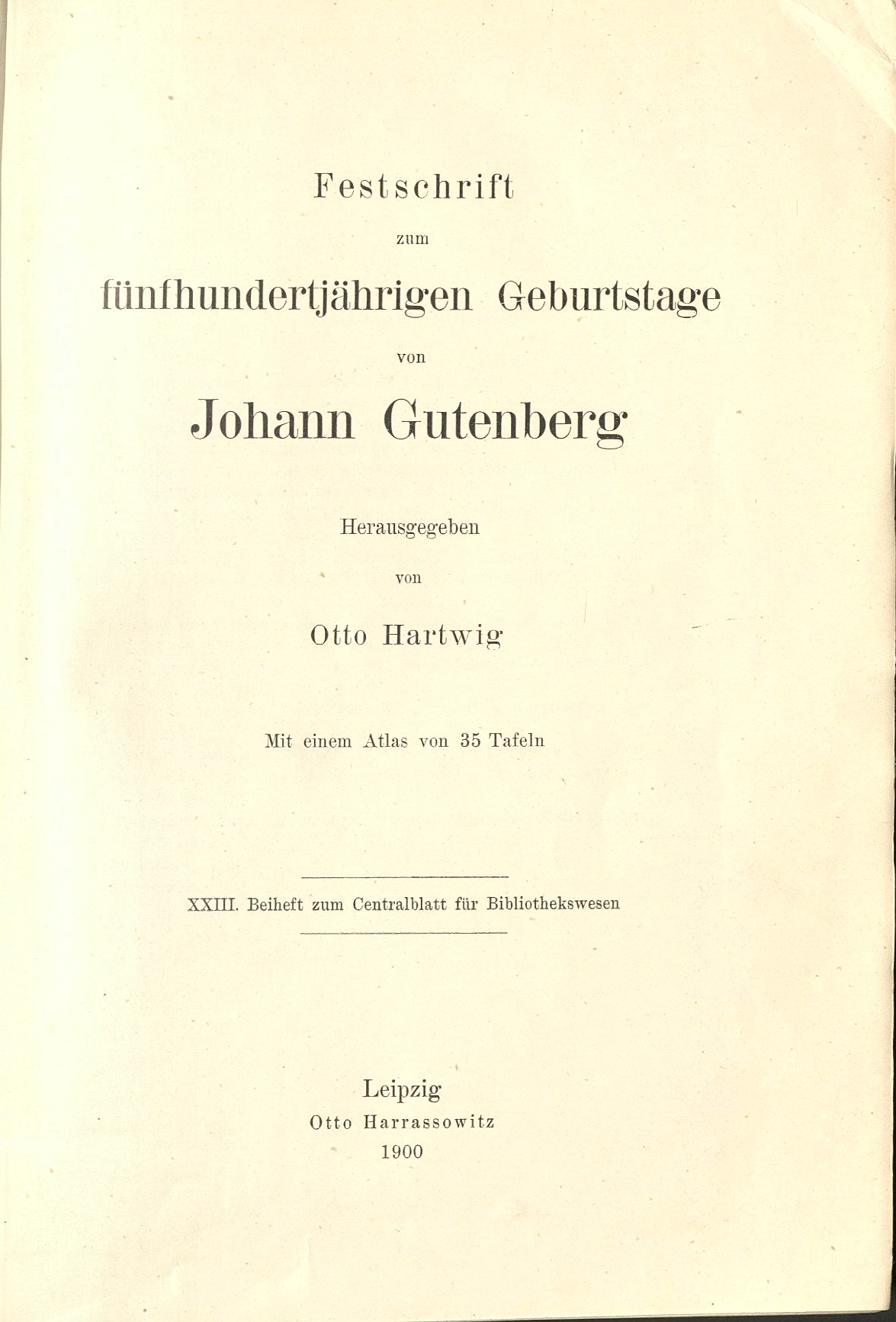
Festschrift Johann Gutenberg (1900)

- Henricus de Langenstein dictus de Hassia, Marburg: Elwert 1857 (Dissertation).
- Aus Sicilien. Cultur- und Geschichtsbilder, 2 Bände, Cassel und Göttingen: Wigand 1867/69.
- Quellen und Forschungen zur ältesten Geschichte der Stadt Florenz, 2 Bände, Marburg: Elwert 1875/80 (Band 1: archive.org).
- Florenz und Dante, Paetel, Berlin 1892.
- Die Uebersetzungsliteratur Unteritaliens in der normannisch-staufischen Epoche. In: Centralblatt für Bibliothekswesen, Jg. 3, 1886, S. 161–190 (Digitalisat), Nachtrag: S. 223–225 (Digitalisat).
- Zwei hessische Bibliothekare. Karl Julius Caesar und Johann Georg Albert Duncker. In: Centralblatt für Bibliothekswesen, Jg. 3, 1886, S. 513–534 (Digitalisat).
- Das älteste und das jüngste Papier. In: Centralblatt für Bibliothekswesen, Jg. 5, 1888, S. 197–201 (Digitalisat).
- Ludwig Bamberger, Marburg: Pfeil 1900 (archive.org).
- Aus dem Leben eines deutschen Bibliothekars, Marburg: Elwert 1906 (archive.org).

Als Herausgeber:
- Laura Gonzenbach: Sicilianische Märchen. Aus dem Volksmund gesammelt. Mit Anmerkungen Reinhold Köhler’s und einer Einleitung herausgegeben von Otto Hartwig, 2 Theile, Leipzig: Engelmann 1870
- Festschrift zum fünfhundertjährigen Geburtstage von Johann Gutenberg. Im Auftrag der Stadt Mainz. Mainz/Leipzig: Harrassowitz 1900 (Digitalisat: urn:nbn:de:s2w-7488)